# Тринити (река у Тексасу)
Тринити (енгл. Trinity River (Texas)) је река која протиче кроз САД. Дуга је 815 km. Протиче кроз америчку савезну државу Тексас. Улива се у залив Галвестон.